# 阿西亚·阿卜杜拉

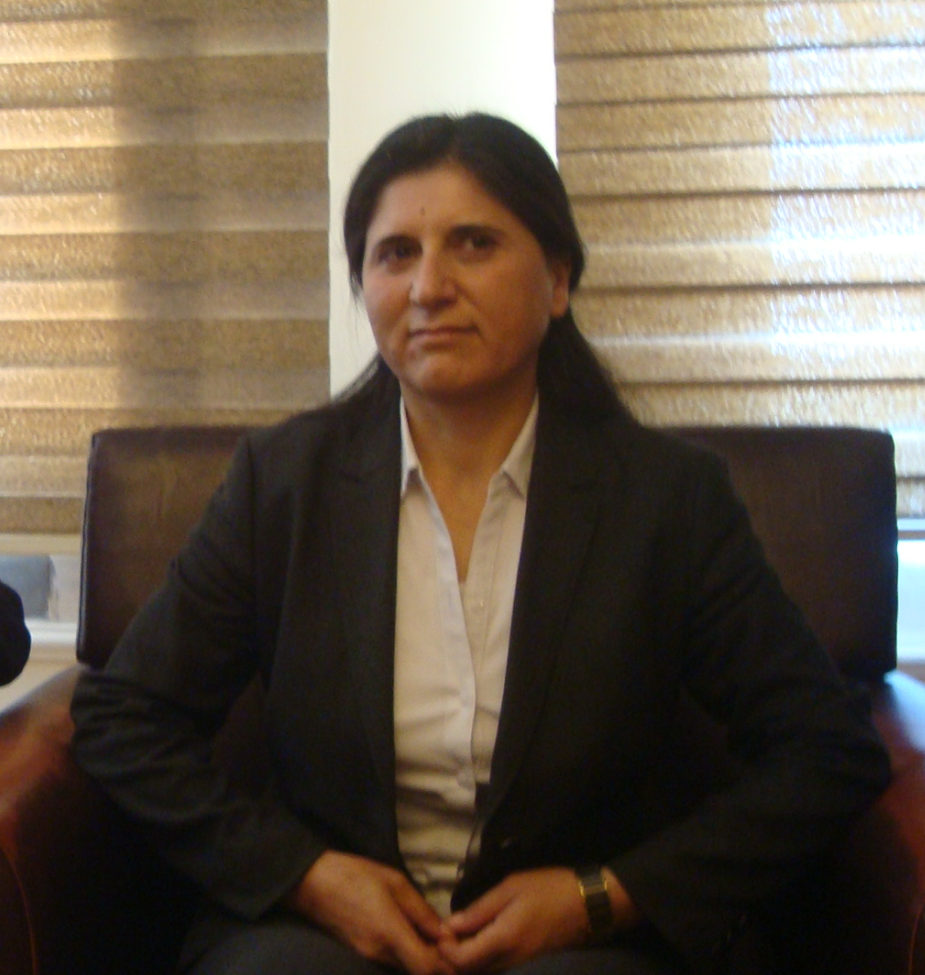
2013年的阿西亚·阿卜杜拉

阿西亚·阿卜杜拉（阿拉伯语：‎；1971年—）是罗贾瓦的一个库尔德人政治家。她出生于叙利亚东北部城镇马利基耶。她长期致力于在叙利亚北部的罗贾瓦地区建立民主自治制度。她是民主联盟党的现任共同主席、争取民主社会运动的前共同主席。她还是叙利亚库尔德斯坦社群联盟的高级常务成员，参与其最高行政机构的工作。她曾在多个会议上发言，接触活动家、学者和世界领导人，争取对罗贾瓦的库尔德人政治项目的支持。